# Kallipateira
Kallipáteira (en grec ancien : Καλλιπάτειρα, « celle dont le père est beau ») ou Phereniki est connue pour avoir été la seule femme à avoir été tolérée dans le stade d'Olympie lors des Jeux olympiques antiques.

## Biographie
Elle est membre d'une famille d'athlètes reconnus de Rhodes. On compte dans sa famille : son père Diagoras, boxeur ; son fils Pisidoras, coureur à pied ; mais aussi son mari, ses trois frères et son neveu, tous athlètes reconnus.
Elle est la première femme mariée à n'avoir pas été punie pour être entrée dans un stade. À la mort de son mari, elle prend en charge l'entraînement sportif de son fils. Lorsqu'elle l'emmène à Olympie, elle se déguise en homme pour se faire passer pour l'entraîneur, mais se démasque lorsque son fils gagne la course. De joie, elle aurait sauté la barrière et perdu ses vêtements restés accrochés. Par respect pour la famille de Kallipateira, les autorités ne la punirent pas.
À la suite de cet incident, la nudité des athlètes, « qui ne trouve pas réellement d'explication rationnelle », d'après Maurice Sartre, est étendue aux entraîneurs: il est décidé que les athlètes et leurs entraîneurs seraient inscrits devant les juges et concourraient nus. 
À Rhodes, son nom est donné à un Centre de soutien à l'emploi et à l'entrepreneuriat féminins.

## Dans la culture populaire

### Jeux vidéo
Son personnage apparait dans le jeu vidéo Assassin's Creed Odyssey.